# Betty Duhamel
Pour les articles homonymes, voir Duhamel.
Betty Duhamel, née le 27 septembre 1944 à Paris 15e et morte le 4 septembre 1993 à Paris 12e, est une écrivaine française.

## Biographie
Betty Duhamel est une petite-fille de Georges Duhamel.

## Œuvres
- Gare Saint-Lazare ou Ennemis intimes, Paris, Éditions Gallimard, 1976, 197 p. (BNF 34584383)[3],[4],[5]

- rééd. L'Herne, 2018, 200 p.  (ISBN 9791031902241)
- L’Homme-crayon, ill. d’Éliane Goupil, Villelongue d’Aude, France, Éditions Atelier du gué, 1976, 16 p. (BNF 34596820)
- Les Nouvelles de Lisette, Villelongue d’Aude, France, Éditions Atelier du gué, 1976, 78 p. (BNF 34707772)
- Les Jolis Mois de May, Paris, Éditions de Fallois, 1994, 165 p.  (ISBN 2-87706-214-7)